# Juan Cruz Benavente
Juan Cruz Benavente (Barcelona, 9 de juny de 1966) és un director, guionista i productor de cinema i televisió i novel·lista català.
Nascut a Barcelona i criat al barri de la Florida de l'Hospitalet de Llobregat (Barcelonès). Va estudiar Disseny Gràfic a l'Escola d'Arts i Oficis de Barcelona i es va iniciar en la interpretació com a membre el grup de teatre aficionat La companyia és grata, on coneix a José Corbacho, amb el qual trava amistat. Inicia la seva carrera com a dissenyador de forma autodidacta i, posteriorment, cursa Direcció Cinematogràfica al Centre d'Estudis Cinematogràfics de Catalunya i un curs d'Estructura de Guió a la Universitat Politècnica de Catalunya.
Va dirigir la seva primera obra, un curtmetratge en 1995, La Bula. L'any 1999 va fer un altre curt, El olor de las manzanas. Amb José Corbacho, ha escrit i dirigit tres llargmetratges. El primer va ser Tapes (2005), pel·lícula que va guanyar la Bisnaga d'Or en el Festival de Màlaga i gràcies a la qual va rebre el Goya al millor director novell. Els següents van ser Covards (2008) i Incidències (2015). Arran de l'èxit de Tapes, José Corbacho i Cruz van crear una productora, Hospiwood, el nom de la qual deriva de la ciutat d'on són tots dos, l'Hospitalet.
Per la televisió, ha escrit diversos guions per a Telecinco i algunes televisions autonòmiques espanyoles. El 2000 es va incorporar com a guionista de la productora El Terrat. Amb José Corbacho va dirigir dues temporades de la sèrie Pelotas (2009-2010), a La 1 de TVE.
Cruz i Corbacho també van treballar junts en la primera novel·la de tots dos, People from Ibiza, publicada per Plaza y Janés el 2015.
El 2006 la ciutat de l'Hospitalet el va nomenar fill predilecte de la ciutat de l'Hospitalet.

## Filmografia

### Cinema
- El olor de las manzanas (1999) (curtmetratge, director i guionista)
- Tapes (2005) (directori i guionista)
- Covards (2008) (director i guionista)
- Universos (2009) (curtmetratge, director i guionista)
- Somos gente honrada (2013) (guionista)
- Incidències (2015) (director i guionista)

### Televisió
- Set de nit (2001) (sèrie de televisió, guionista)
- A pèl (2001) (sèrie de televisió, guionista)
- Ratones coloraos (2002) (sèrie de televisió, guionista)
- Fenómenos (2007) (sèrie de televisió, director)
- Pelotas (2009−2010) (sèrie de televisió, director i guionista)
- Señoras que... (2012−2013) (sèrie de televisió, guionista)

## Premis i nominacions
- 2006: Goya al millor director novell per Tapas